# Площа Повстання (Таганрог)
Площа Повстання (рос. Площадь Восстания) — площа в місті Таганрозі обмежена вулицею Фрунзе, Смирновская провулком, Жовтневою вулицею і виходячим на неї фасадом Залізничного вокзалу з прилеглими до нього будівлями. Розташована на території колишньої Ярмарковій площі, яка простягалася в межах сучасної Площі Повстання аж до Ярмаркового провулка (нині — Гоголівський провулок).

## Історія

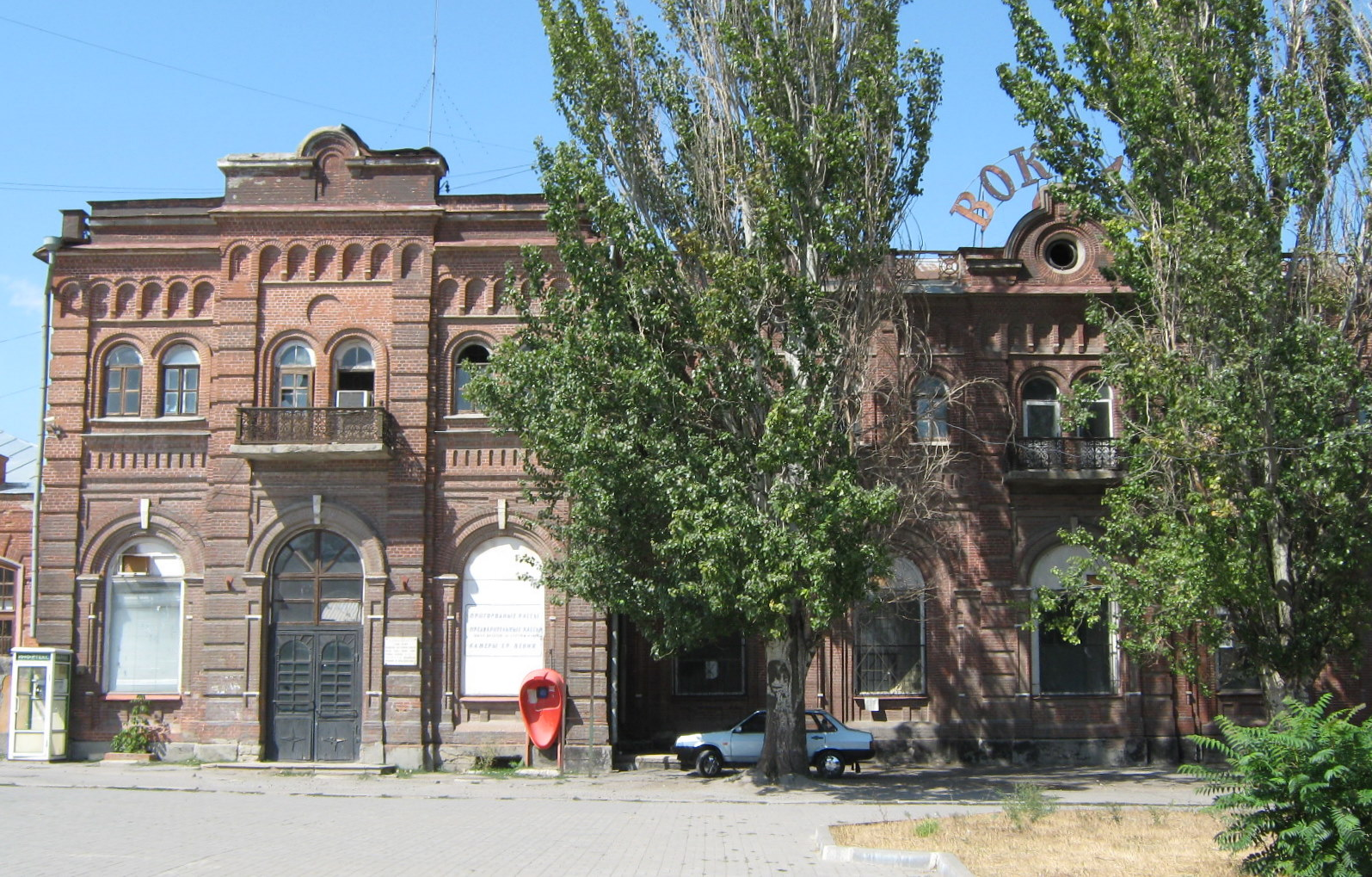
Будівля старого вокзалу

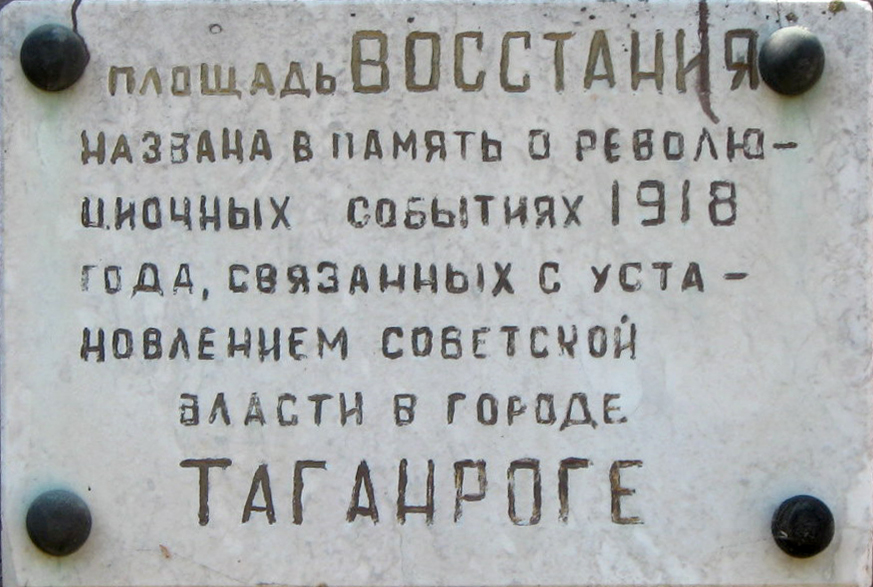
анотаційна дошка

До 1860-х в даному місці знаходилася «земля для вигону» (для випасу худоби). З побудовою залізниці та будівлі вокзалу прилегла територія стала швидко забудовуватися. З боку Гімназичноъ вулиці (нині — Жовтнева вулиця) площа обмежували двір Архангело-Михайлівської церкви, будівля готелю Рафтопуло (на прізвище останнього власника), Будинок А. Бєлова (нині — міський радіовузол). 
На місці сьогоднішнього міжміського автовокзалу знаходилися лісові склади, велася торгівля бондарським товарами. Вся Привокзальна площа перетворилася на торгове місце, де були побудовані десятки лавок і ларьків. В одному з них влітку 1873 року торгували гімназисти брати Олександр і Антон Чехов. Проведення щорічних ярмарок перейшло ближче до вокзалу, і тому поняття «Ярмаркова площа» з початкової ділянки (між нинішніми Гоголівським і Смирновская провулками) перейшло на нинішню площу Повстання. Посередині площі стояв один з міських ешопів, а в ярмаркові дні ще встановлювалися різні балагани і каруселі. З боку Цвинтарного провулка знаходилися в 1910-ті роки трактир «Саратов» та нічліжний будинок Дрейта, заклади брудні і з поганою репутацією. Всі ці споруди були знесені в основному в 1930-ті роки, коли почався благоустрій площі.
У 1935 році тут був розбитий сквер і встановлений пам'ятник Леніну скульптора Д. Якерсона (знищений під час окупації). У цьому ж році площа отримала нову назву — «Площа Повстання» — на згадку про події січневого збройного повстання 1918 року. Це назва тоді не прижилася, таганрозці продовжували називати площу Привокзальною. Вдруге назва «Площа Повстання» була підтверджена 13 лютого 1958 року. У 1976 році тут був встановлений пам'ятник «Паровоз».